# Khambhat
Khambhat (gujarati ખંભાત; hindi खंभात) anteriorment Cambay, és una ciutat de Gujarat, Índia, al districte d'Anand. Té una població (cens del 2001) de 80.439 habitants.

## Història
El 1737 el governador de Gujarat Momin Khan la va concedir al seu gendre. A la mort de Momin Khan (1742), el govern de Cambay va passar al cap de poc al seu fill, que va agafar el títol de nawab i el nom de Momin Khan (1743). Va estar en lluita contra els marathes als que pagava tribut. El 1780 la van ocupar els britànics (general Goddard) però la van evacuar el 1783. El peshwa maratha va renunciar als seus drets a favor dels britànics en el tractat de Bassein de 31 de desembre de 1802, i des de llavors fou un estat tributari protegit fins a la independència de l'Índia.
Vegeu Cambay